# Geheimnisse des Universums
Geheimnisse des Universums (Originaltitel: The Universe, DVD-Titel: Unser Universum) war eine Dokumentationsreihe von History Channel über Fakten und Phänomene aus dem Bereich der Kosmologie. Die erste Folge wurde am 29. Mai 2007 ausgestrahlt, die letzte im Mai 2015.

## Inhalt
Mit Filmmaterial der NASA und anspruchsvollen Animationen widmet sich die Dokumentation verschiedenen Themen wie der Urknall-Theorie, Supernovae, Schwarzen Löchern, Galaxien, Sonnensystemen, Sternen, Planeten, Dunkler Materie, Gravitation, Lichtgeschwindigkeit, Strings, historischen Asteroideneinschlägen, Sternbildern oder der Astrobiologie.
Ferner werden Hypothesen zu Nemesis, Außerirdischem Leben, Zeitreisen oder Paralleluniversen behandelt.
In Interviews kommen renommierte Wissenschaftler auf dem Gebiet der Physik, Astrophysik und Astronomie zu Wort, die kosmologische Sachverhalte und Phänomene anschaulich erläutern.
Die Einleitung zu jeder Folge beginnt im Original mit den Sätzen:

„In the beginning, there was darkness, and then, bang - giving birth to an endless, expanding existence of time, space and matter. Now, see further than we've ever imagined, beyond the limits of our existence, in a place we call The Universe.“

In der deutschen Fassung variiert die Übersetzung zwischen den Staffeln. In der 4. Staffel lautet sie:

„Am Anfang war nichts, und dann: Die endlos expandierenden Dimensionen von Raum, Zeit und Materie entstanden. Jeden Tag werden neue, erstaunliche Entdeckungen gemacht, die dazu beitragen, die unbegreiflichen Geheimnisse des Universums zu lüften.“

## Produktion und Ausstrahlung
Die Staffeln 1–4 wurden von 2010 bis 2011 von Sunfilm Entertainment (Tiberius Film) als DVD produziert. Die DVD der 5. Staffel erschien 2012 bei Polyband Medien. Daneben wurden weitere Sets und Boxen als Blu-ray veröffentlicht.
Die Serie wurde eingestuft als FSK: ohne Alterseinschränkung, INFO Programm gemäß § 14 JuSchG.
Die Ausstrahlung im Deutschen Fernsehen erfolgte im Jahr 2013 auf History, N24 und n-tv.

## Rezeption
„Das ist Wissenschaft für Poeten, zuschauerfreundlich und bildgewaltig. Das Ziel ist zu bilden und zu unterhalten, und The Universe schafft beides auf gewandte Weise. [...] Mit Episoden wie "Biggest Things in Space" und "Mysteries of the Moon" wird klar, dass die Serie auf Familien und junge Wissenschaftsenthusiasten abzielt.“